# Giorgio Bocca
Pour les articles homonymes, voir Bocca.
Giorgio Bocca est un écrivain et journaliste italien né à Coni le 28 août 1920 et mort à Milan le 25 décembre 2011.

## Biographie
Fils d'enseignant, il fait des études de droit à l'Université de Turin.
Après le 8 septembre 1943, date de la capitulation sans condition de l'armée italienne, il entre dans le combat partisan antifasciste.
Ensuite, il travaille dans divers journaux, comme la Gazzetta del Popolo, L'Europeo et Il Giorno. Il écrit des reportages sur la réalité italienne. En 1975, il est un des fondateurs de La Repubblica. Dans les années 1980 et 90, il travaille aussi pour la télévision.
Il reçoit en le Premio giornalistico televisivo Ilaria Alpi pour l'ensemble de sa carrière. Écrivain, en 1992, il reçoit le prix Bagutta pour Il provinciale.

## Œuvres en italien
- (it) Giorgio Bocca, La Repubblica di Mussolini, Mondadori, coll. « Le scie », 1994, 399 p. (ISBN 978-88-04-38715-2)

## Œuvres traduites en français
- Les Jeunes Lions de l'économie européenne, [« I Giovani leoni del neocapitalismo »], trad. de Jacqueline Rémillet, Paris, Éditions Robert Laffont, 1964, 207 p. (BNF 32926973)
- Italie d'aujourd'hui, [« La Scoperta dell'Italia »], trad. de Jacqueline Rémillet, Paris, Éditions Robert Laffont, 1965, 391 p. (BNF 32926975)
- L'Enfer : enquête au pays de la Mafia, [« L'inferno : profondo sud, male oscuro »], trad. de Chantal Moiroud, Paris, Éditions Payot, coll. «  Documents Payot », 1993, 338 p.  (ISBN 2-228-88631-9)

## Honneur
L'astéroïde (204896) Giorgiobocca est nommé en son honneur.